# Orsk
Orsk (en rus Орск) és una ciutat de l'óblast d'Orenburg, a Rússia. Es troba sobre el riu Ural. És la segona ciutat més gran de l'óblast d'Orenburg.

## Persones il·lustres
- Aleksandra Goriàtxkina, Gran Mestre d'escacs